# Хуан де ла Сьерва-и-Пеньяфьель
Хуан де ла Сьерва-и-Пеньяфьель (исп. Juan de la Cierva y Peñafiel; 11 марта 1864 г., Мула — 11 января 1938 г., Мадрид) был испанским политиком и юристом, который во время правления Альфонсо XIII занимал посты министра народного образования и изящных искусств, внутренних дел, военного, финансов и развития, а в последнем правительстве монархии — пост министра развития.

## Биография
Он получил юридическое образование в Мадридском университете, начал свою политическую карьеру в испанской Либерально-консервативной партии в качестве советника в 1895 году и стал мэром Мурсии и лидером консерваторов в провинции. В 1896 году он был выдвинут кандидатом в депутаты от региона, в котором родился, но не был избран. Он был назначен гражданским губернатором Мадрида в 1903 году, на этом посту он провёл реформу полиции. Он на разных должностях входил в состав нескольких правительств.
Начало гражданской войны застало его врасплох в Мадриде, и он был вынужден, рискуя своей жизнью, укрыться в посольстве Норвегии, где нехватка лекарств и лишения, вызванные войной, ухудшили его здоровье, и он умер 11 января 1938 года.